# André Kuipers
Pour les articles homonymes, voir Kuipers.
André Kuipers, né le 5 octobre 1958 à Amsterdam, est un spationaute néerlandais. Second  néerlandais envoyé dans l'espace après Wubbo Ockels, il passe plus de 203 jours en orbite en tant que mécanicien navigant pour l'Agence spatiale européenne (ESA).

## Biographie

### Chercheur en physiologie

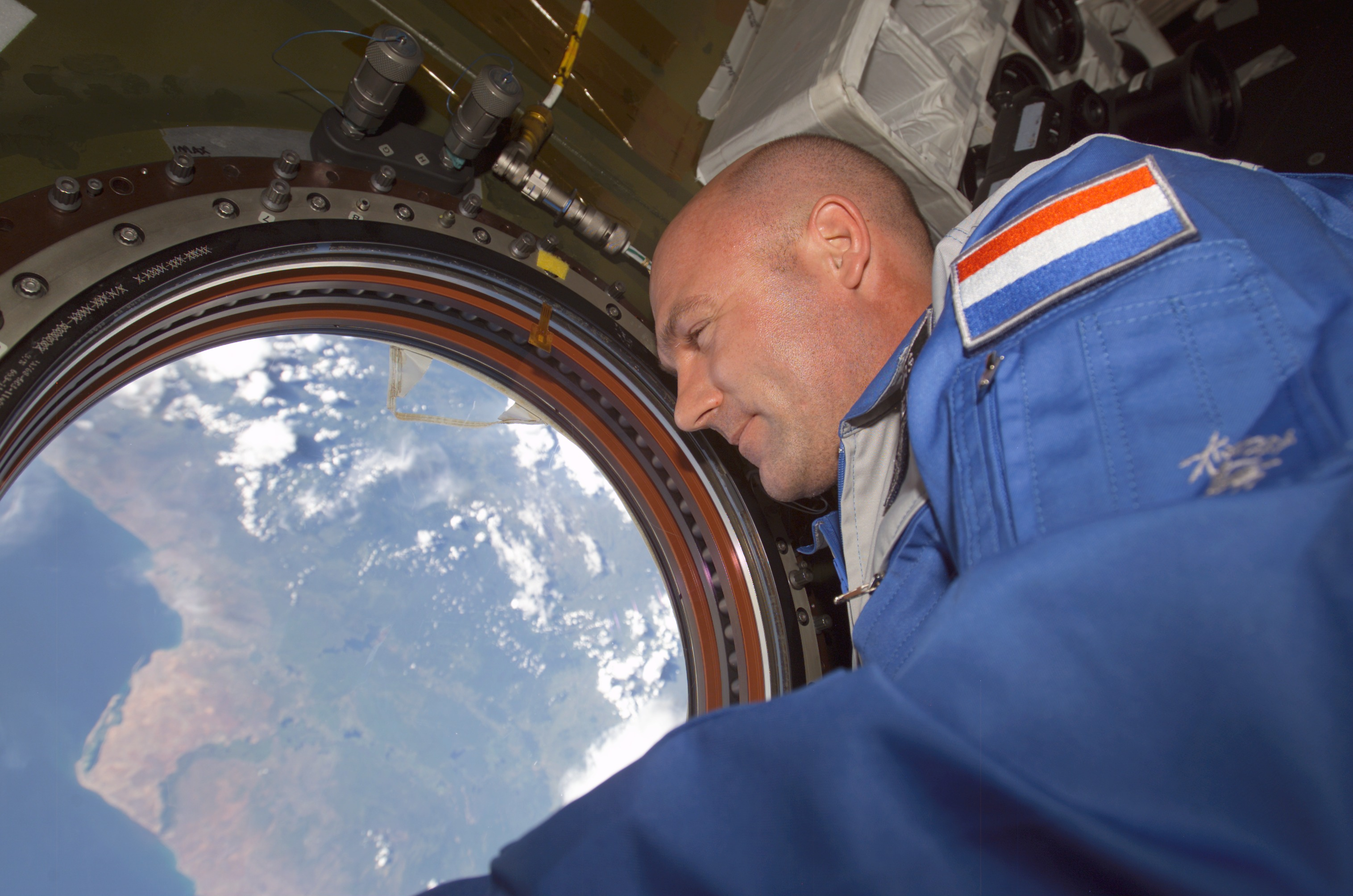
Kuipers à bord de l'ISS (2004).

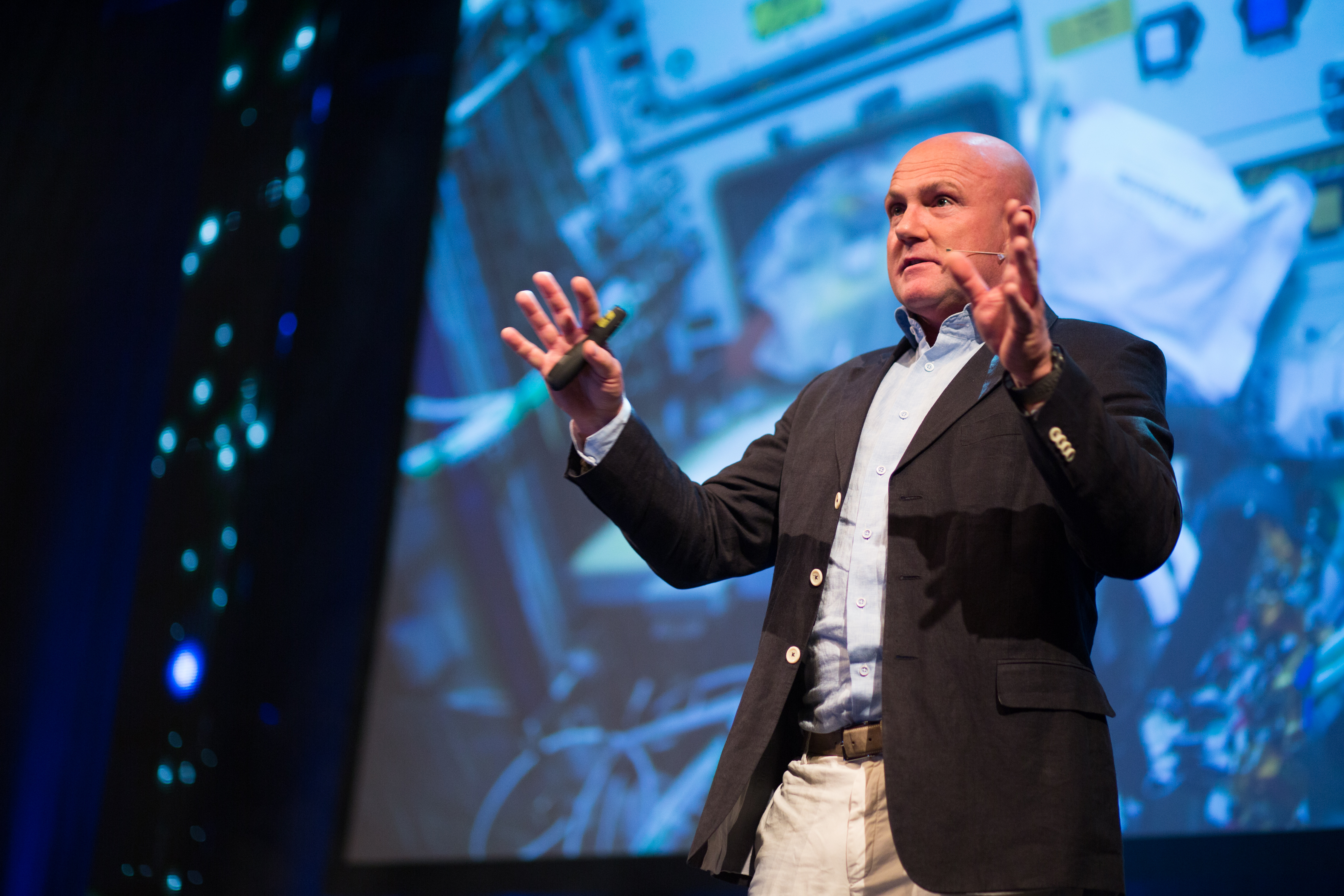
André Kuipers à la conférence SingularityU de 2016 à Amsterdam.

Diplômé de l'université d'Amsterdam en médecine 1987, il entre dans la vie active en réalisant des études sur le mal de l'espace et l'équilibrioception pour le compte de l'Armée de l'air royale néerlandaise.
À partir de 1991, il coordonne et mène des essais de physiologie pour l'Agence spatiale européenne, dont les résultats sont utilisés par la station spatiale Mir et le laboratoire spatial Spacelab. Sélectionné pour devenir spationaute en 1998, il est intégré l'année suivante.

### Vols spatiaux réalisés
Il embarque sur la mission DELTA (Soyouz TMA-4), acronyme de Dutch expedition for life science, technology and atmospheric research, du 19 au 30 avril 2004 à bord de la Station spatiale internationale (ISS). Kuipers décolle à nouveau le 21 décembre 2011 à bord d'un vaisseau Soyouz depuis le cosmodrome de Baïkonour, vers la Station spatiale internationale, avec l'Américain Donald Pettit et le Russe Oleg Kononenko. Il revient sur Terre le 1er juillet 2012 après plus de six mois passés dans l'espace.

### Décorations
Fait officier de l'ordre d'Orange-Nassau en 2004 puis chevalier de l'ordre du Lion néerlandais en 2012, André Kuipers est fait à cette date citoyen d'honneur de la commune de Haarlemmermeer, dans laquelle se trouve le village de Vijfhuizen dans lequel il habite. En 2013, il est décoré de l'ordre de l'Amitié par le président russe Vladimir Poutine.